# Pristomyrmex cribrarius
Pristomyrmex cribrarius är en myrart som beskrevs av Arnold 1926. Pristomyrmex cribrarius ingår i släktet Pristomyrmex och familjen myror. Inga underarter finns listade i Catalogue of Life.